# 534
Раннє Середньовіччя. У Східній Римській імперії триває правління Юстиніана I. Наймогутнішими державами в Європі є Остготське королівство на Апеннінському півострові та Франкське королівство, розділене на частини між синами Хлодвіга. Іберію та частину Галлії займає Вестготське королівство, у Тисо-Дунайській низовині лежить Королівство гепідів. В Англії розпочався період гептархії. Африканське королівство вандалів та аланів знищене у Вандальській війні. Бургундське королівство знищене франками.
У Китаї період Північних та Південних династій. На півдні править династія Лян, на півночі — Північна Вей. В Індії правління імперії Гуптів. В Японії триває період Ямато. У Персії править династія Сассанідів.
На території лісостепової України в VI столітті виділяють пеньківську й празьку археологічні культури. VI століття стало початком швидкого розселення слов'ян. У Північному Причорномор'ї співіснують різні кочові племена, зокрема гуни, сармати, булгари, алани.

## Події
- Король вандалів та аланів Гелімер здався візантійському полководцю Велізарію. Африканське королівство завершило свою історію, Північна Африка повернулася в Римську імперію.
- Велізарія призначно екзархом. Він приступив до пацифікації маврів.
- 16 листопада завершено публікацію Юліанського кодексу.
- Франкські королі Хлотар І, Хільдеберт I і племінник Хлодвіга Тойдеберг І здобувають перемогу над бургундами у битві біля Отена і підкоряють державу бургундів.
- Король остготів Аталаріх помер у 18 років від тубекульозу. Його мати Амаласунта запропонувала двоюрідному брату Теодату розділити з нею трон. Теодат почав таємні переговори з візантійським послом про поступку Тосканою за гроші, титул сенатора та дозвіл жити в Константинополі.

## Померли
- Аталаріх, король остготів.